# Lento (geslacht)
Lento is een geslacht van vlinders van de familie dikkopjes (Hesperiidae), uit de onderfamilie Hesperiinae.

## Soorten
- L. apta Evans, 1955
- L. ferrago (Plötz, 1884)
- L. flavocostata (Plötz, 1884)
- L. hermione (Schaus, 1913)
- L. imerius (Plötz, 1884)
- L. kadeni Evans, 1955
- L. krexoides (Hayward, 1940)
- L. lento (Mabille, 1878)
- L. listo Evans, 1955
- L. longa Evans, 1955
- L. lucto Evans, 1955
- L. muska Evans, 1955
- L. pyra Evans, 1955
- L. vicinus (Plötz, 1884)
- L. xanthina (Mabille, 1891)